# Erythrococca chevalieri
Erythrococca chevalieri är en törelväxtart som först beskrevs av Lucien Beille, och fick sitt nu gällande namn av David Prain. Erythrococca chevalieri ingår i släktet Erythrococca och familjen törelväxter. Inga underarter finns listade i Catalogue of Life.